# Menat
Menat (okzitanisch gleichlautend) ist ein zentralfranzösischer Ort und eine Gemeinde (commune) mit 543 Einwohnern (Stand 1. Januar 2022) in der Region Auvergne-Rhône-Alpes im Département Puy-de-Dôme.

## Lage

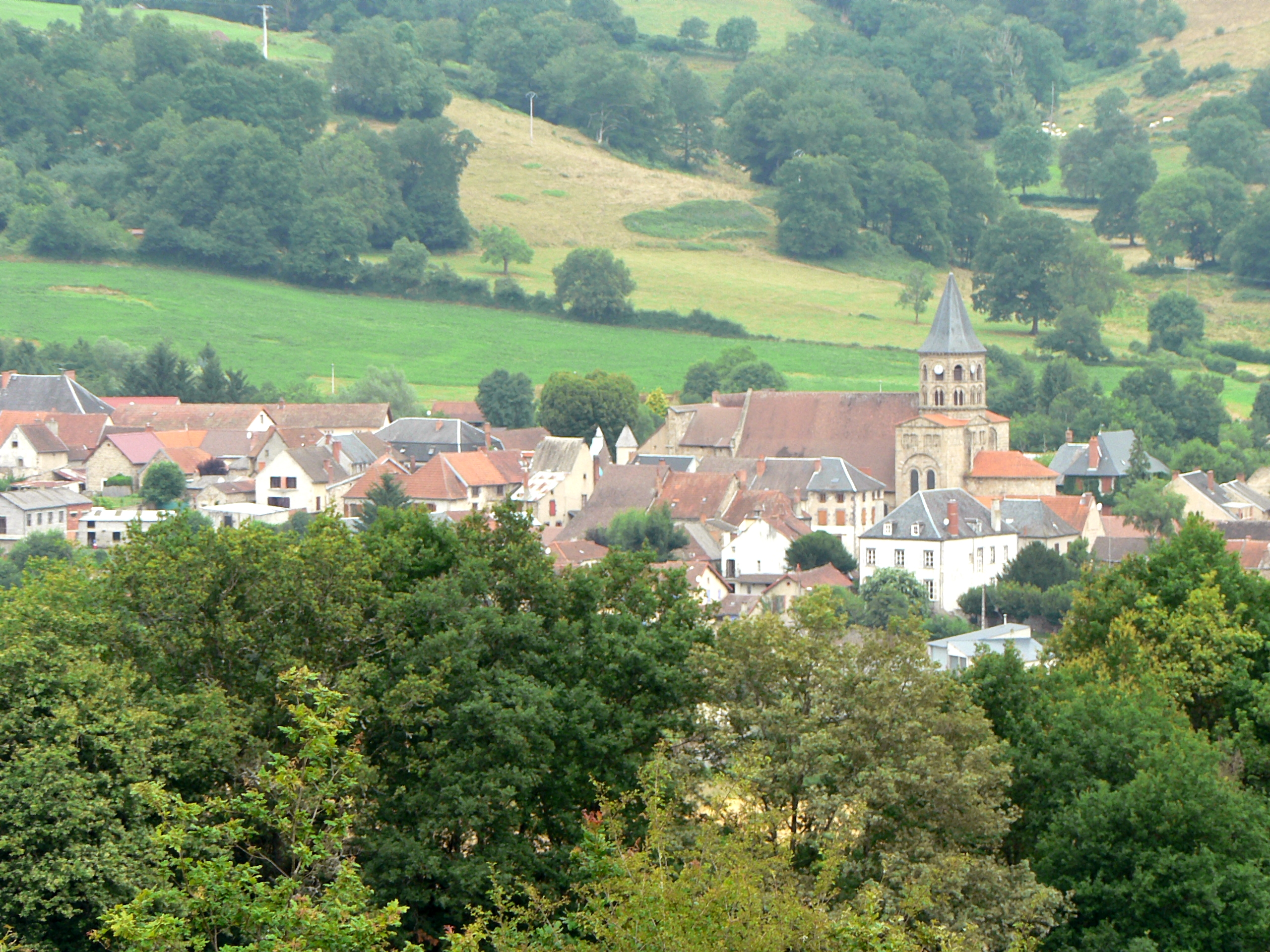
Ortsansicht

Der Ort Menat liegt in einer Höhe von ca. 500 Metern ü. d. M. in der hügeligen und waldreichen Landschaft der Combrailles und befindet sich südwestlich von Montrachoux, nordwestlich von Clermont-Ferrand. Der Fluss Sioule bildet die östliche Grenze des Gemeindegebietes.

## Bevölkerungsentwicklung
| Jahr                       | 1962 | 1968 | 1975 | 1982 | 1990 | 1999 | 2006 | 2012 |
| Einwohner                  | 1002 | 912  | 813  | 703  | 640  | 610  | 594  | 557  |
| Quellen: Cassini und INSEE |      |      |      |      |      |      |      |      |

Im 19. Jahrhundert hatte der Ort meist zwischen 1700 und über 2300 Einwohner. Infolge der Reblauskrise im Weinbau und der Mechanisierung der Landwirtschaft, die den Verlust vieler Arbeitsplätze zur Folge hatte, ging die Einwohnerzahl seitdem kontinuierlich bis auf die gegenwärtigen Tiefststände zurück.

## Wirtschaft
Jahrhundertelang lebten die Einwohner von Menal als Selbstversorger von der Landwirtschaft, zu der auch der Weinbau gehörte; hinzu kamen Kleinhandel und Handwerk. Nach der Reblauskrise kam der Weinbau jahrzehntelang völlig zum Erliegen, doch mittlerweile werden wieder Rot-, Rosé und Weißweine produziert, die über die Appellation Puy-de-Dôme vermarktet werden. Viele leerstehende Häuser sind zu Ferienwohnungen (gîtes) umgebaut worden.

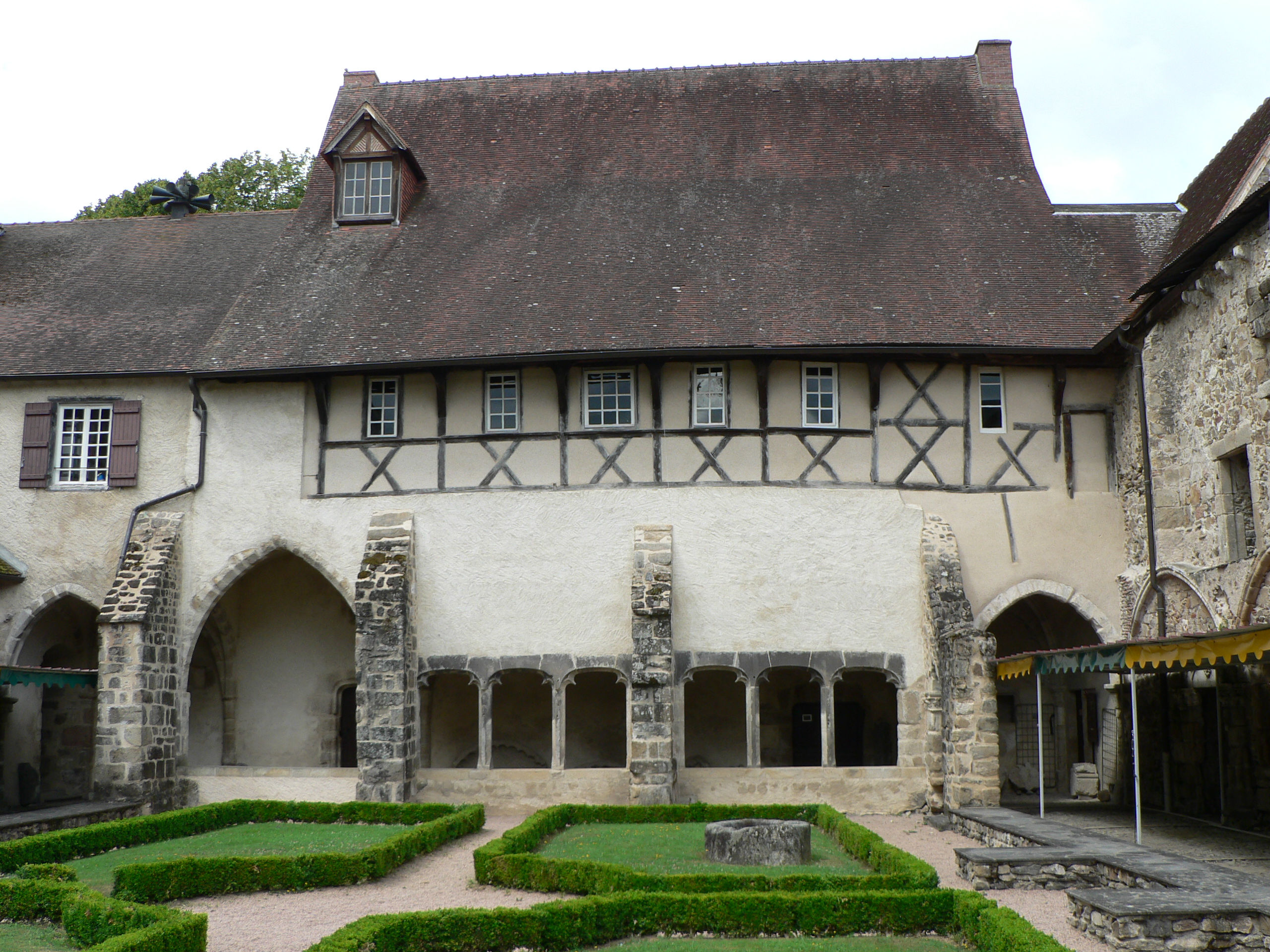
Ehemaliger Kreuzgang der Abtei Saint-Ménelée

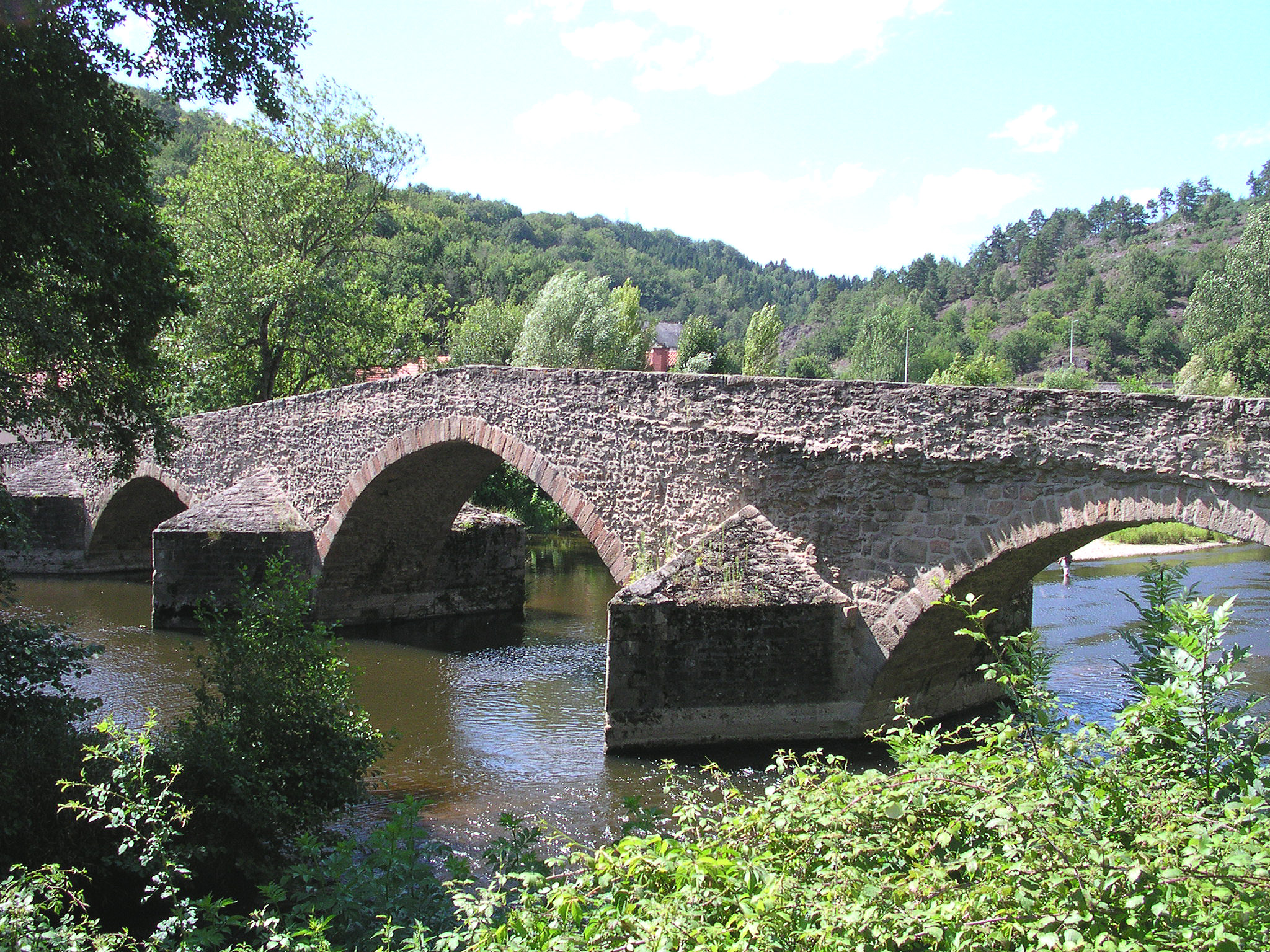
Pont de Menat

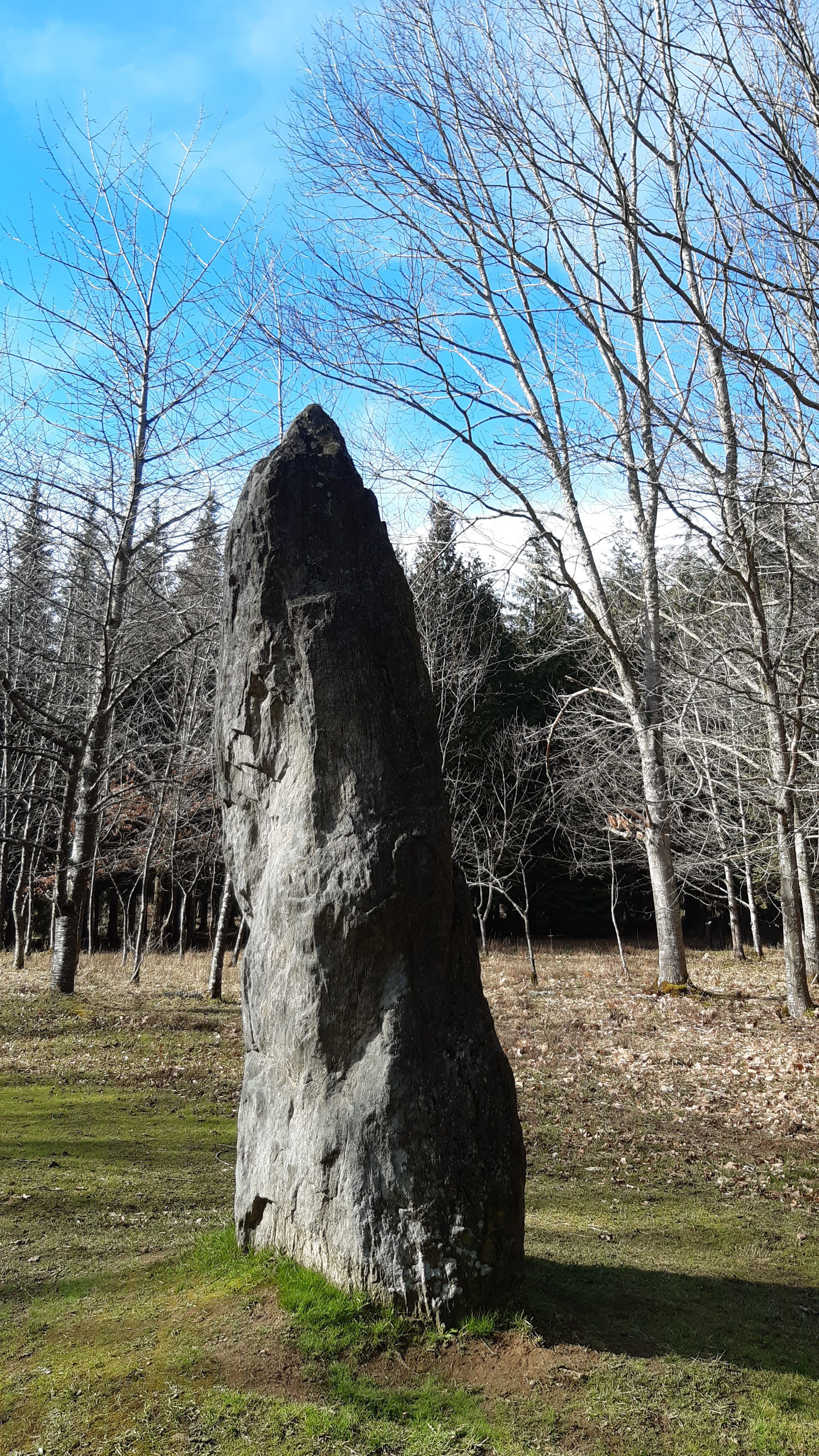
Menhir von Menat

## Geschichte
Die Geschichte von Menat reicht wahrscheinlich bis ins 5. Jahrhundert zurück, als sich hier eine Mönchsgemeinschaft bildete, aus der eine Klosterschule hervorging, an der auch der hl. Avitus von Vienne (um 460–518) studiert haben soll. Unter dem später heiliggesprochenen Abt Ménelée schloss sich die Gemeinschaft im 7. Jahrhundert dem Benediktinerorden an; im Jahr 1107 bestimmte eine päpstliche Bulle den Anschluss an den Cluniazenserorden. Im Mittelalter gehörte Menat als eines von 15 Erzpriestertümern zum Erzbistum Clermont.

## Sehenswürdigkeiten
- Von der ehemaligen Abtei Saint-Ménelée sind noch der Vierungsturm der im 12. und 14. Jahrhundert erbauten Kirche sowie Teile des Klausurbereichs (Kreuzgang, Refektorium) erhalten – ansonsten wurde die dreischiffige Kirche, deren Dimensionen in etwa den ursprünglichen entsprechen, im 19. Jahrhundert grundlegend erneuert: Das Langhaus ist seitdem von einem offenen Dachstuhl anstelle des ehemaligen Tonnengewölbes überspannt; der ehemalige Chorumgang mit drei Radialkapellen existiert nicht mehr und die Fassade des südlichen Querhausarmes wurde im neoromanischen Stil neugeschaffen. Bemerkenswert ist ein zu einem Weihwasserbecken (bénitier) umfunktioniertes romanisches Kapitell gleich hinter dem Westportal. Die ehemaligen Abteigebäude sind seit dem Jahr 1977 als Monuments historiques anerkannt.[1]
- Am Ortsrand befindet sich ein Waschhaus (lavoir) aus dem 19. Jahrhundert.

Umgebung
- Die in der Mitte leicht erhöhte dreibogige Steinbrücke über die Sioule (46° 5′ 59″ N, 2° 55′ 54″ O) stammt aus dem 13. Jahrhundert, wurde aber in der Folgezeit wiederholt restauriert. Das zur Hälfte zur Nachbargemeinde Saint-Rémy-de-Blot gehörende Brückenbauwerk mit den – wie üblich – in Fließrichtung angespitzten Pfeilerverstärkungen wurde bereits im Jahr 1918 in die Liste der Monuments historiques eingetragen.[2]
- Ein mehrere Tonnen wiegender Megalith beim Weiler Piogat wird gemeinhin als umgestürzter Menhir bzw. als Deckstein eines verschwundenen Dolmens interpretiert. In der Umgebung wurden mehrere Steinwerkzeuge gefunden.
- Im Waldstück Les Brosses wurde im Jahr 1978 ein Arboretum geschaffen und steht der Menhir von Menat.

## Sohn des Ortes
- Jean-Louis-Antoine-Joseph Coudert (1895–1965), römisch-katholischer Apostolischer Vikar von Whitehorse